# St. Petersburg Times (Rusland)
De St. Petersburg Times is een Engelstalige krant uit de Russische stad Sint-Petersburg, die verschijnt op dinsdag en vrijdag. De krant wordt gratis verspreid over cafés, restaurants, hotels en op andere plaatsen verspreid. De krant is eigendom van het Russische mediabedrijf Independent Media.
De krant richt zich vooral op buitenlanders die wonen in Sint-Petersburg, op Russen uit de stad die geïnteresseerd zijn in Engelstalig nieuws en op toeristen. De inhoud bestaat uit lokaal nieuws, internationale politiek en economie. De krant werd voor het eerst uitgegeven in mei 1993.
In Moskou wordt de zusterkrant The Moscow Times uitgegeven.